# Orlandina Basket 2004-2005
L'Orlandina Basket 2004-2005 prende parte al suo terzo campionato di Legadue. Sponsorizzata dall'Upea, conclude in prima posizione, ottenendo la promozione in Serie A.
Bologna, PalaDozza

domenica 6 febbraio 2005

Finale della Coppa di LegADue

Upea Capo d'Orlando: Hoover 14, Montonati 5, Howell 26, Oliver 23, McIntyre 15, Marisi ne, Pilotti 2, Caprari 6, Bonsignori ne, Grappasonni 3. All.: Perdichizzi.

Rida Scafati: Rodriguez 11, Amoroso 5, Wilson 14, Jamison 18, Niccolai 3, Eppehimer 4, Stanic 3, Robinson 16, Masper 9, Esposito ne. All.: Gramenzi.

Arbitri: Quacci e Longhi.

Parziali: 18-29, 51-47; 71-67.

## Verdetti stagionali
- Legadue:
  - stagione regolare: 1º posto su 16 squadre (27-3);
- Coppa Italia di Legadue:
  - vincitrice in finale contro Scafati.

## Roster
| Giocatori |
| --------- |

|    | Naz.                   | Ruolo | Sportivo          | Anno | Alt. |  |  |
| -- | ---------------------- | ----- | ----------------- | ---- | ---- |  |  |
| 4  | Stati Uniti (bandiera) | G     | Ryan Hoover       | 1974 | 186  |  |  |
| 5  | Italia (bandiera)      | P     | Stefano Marisi    | 1983 | 190  |  |  |
| 6  | Italia (bandiera)      | AG    | Brian Montonati   | 1976 | 205  |  |  |
| 8  | Italia (bandiera)      | G     | Marco Caprari     | 1976 | 194  |  |  |
| 9  | Italia (bandiera)      | A     | Andrea Pilotti    | 1980 | 201  |  |  |
| 11 | Italia (bandiera)      | C     | Nicola Bonsignori | 1972 | 207  |  |  |
| 13 | Italia (bandiera)      | A     | Brian Oliver      | 1968 | 193  |  |  |
| 14 | Italia (bandiera)      | P     | Juan Manuel Fabi  | 1982 | 191  |  |  |
| 20 | Stati Uniti (bandiera) | P     | Terrel McIntyre   | 1977 | 175  |  |  |

| Staff tecnico                             |
| ----------------------------------------- |
| Allenatore: Giovanni Perdichizzi          |
| Assistente: Antonino Coppolino            |
| Assistente: Ugo Ducarello                 |
| Preparatore atletico: Giuseppe Ferrarotto |
| Fisioterapista: Stefano Tatonetti         |

| Giocatori acquisiti a stagione in corso |
| --------------------------------------- |

|    | Naz.              | Ruolo | Sportivo                                | Anno | Alt. |  |  |
| -- | ----------------- | ----- | --------------------------------------- | ---- | ---- |  |  |
| 15 | Italia (bandiera) | C     | Cristiano Grappasonni (dal 1º febbraio) | 1972 | 204  |  |  |

| Giocatori ceduti a stagione in corso |
| ------------------------------------ |

|    | Naz.                   | Ruolo | Sportivo                                  | Anno | Alt. |  |  |
| -- | ---------------------- | ----- | ----------------------------------------- | ---- | ---- |  |  |
| 7  | Stati Uniti (bandiera) | C     | Rolando Howell (fino al 19 aprile)        | 1982 | 206  |  |  |
| 12 | Italia (bandiera)      | AG    | Francesco Ferrienti (fino al 28 febbraio) | 1981 | 203  |  |  |
| 15 | Italia (bandiera)      | G     | Francesco Orsini (fino al 28 febbraio)    | 1973 | 190  |  |  |